# 长春路 (宁波)
长春路是浙江省宁波市一条道路。道路得名于宁波老城长春门。文革时期，北段曾与望京路合并改称长征路，南段与灵桥路合并称延安路。1981年，道路改为原名。道路建成于民国年间，原址为宁波老城城墙，在“隋城垣，兴市政”运动中被改建成环城马路。沿线曾有庆云楼，为宁波城墙遗物，八一台风时毁坏拆除。天一阁、月湖等历史文化景点位于长春路沿线，大型批发零售市场望湖市场位于长春路上，宁波站也在长春路附近。